# Gymnodampia jacoti
Gymnodampia jacoti är en kvalsterart som beskrevs av Chen, Norton, Behan-Pelletier och Wang 2004. Gymnodampia jacoti ingår i släktet Gymnodampia och familjen Platyameridae. Inga underarter finns listade i Catalogue of Life.